# Tobie (album Natalii Kukulskiej)
Tobie – siódmy album studyjny polskiej piosenkarki Natalii Kukulskiej wydany 23 kwietnia 2001 roku. Jako bonus umieszczony został na płycie utwór "Z głębi serc", skomponowany z okazji 80. urodzin papieża Jana Pawła II.

## Lista utworów
Opracowano na podstawie materiału źródłowego.
| #  | Tytuł                         | Muzyka             | Słowa           | Produkcja                                         | Czas |
| -- | ----------------------------- | ------------------ | --------------- | ------------------------------------------------- | ---- |
| 1  | "Jeśli ona"                   | Piotr Siejka       | Ryszard Kunce   | Natalia Kukulska, Piotr Siejka                    | 3:30 |
| 2  | "Niepotrzebny"                | Piotr Siejka       | Ryszard Kunce   | Natalia Kukulska, Piotr Siejka                    | 3:27 |
| 3  | "Cicho ciepło"                | Piotr Siejka       | Magda Czapińska | Natalia Kukulska, Piotr Siejka                    | 4:50 |
| 4  | "Od kiedy nie ma Cię"         | Jarosław Kukulski  | Jacek Cygan     | Natalia Kukulska, Piotr Siejka                    | 4:40 |
| 5  | "Byłeś jak ja"                | Filip Siejka       | Ryszard Kunce   | Natalia Kukulska, Piotr Siejka                    | 4:40 |
| 6  | "Za kogo Ty się masz"         | Filip Siejka       | Ryszard Kunce   | Natalia Kukulska, Piotr Siejka                    | 3:37 |
| 7  | "Przychodzą"                  | Michał Dąbrówka    | Ryszard Kunce   | Natalia Kukulska, Krzysztof Pszona                | 4:08 |
| 8  | "Zapomnieć Ciebie"            | Piotr Siejka       | Ryszard Kunce   | Natalia Kukulska, Piotr Siejka                    | 4:46 |
| 9  | "Nie wiem jak"                | Michał Dąbrówka    | Urszula Surma   | Natalia Kukulska, Michał Dąbrówka                 | 3:28 |
| 10 | "Choć raz"                    | Grzegorz Jabłoński | Urszula Surma   | Natalia Kukulska, Grzegorz Jabłoński              | 3:30 |
| 11 | "Kogoś przypomni"             | Filip Siejka       | Ryszard Kunce   | Natalia Kukulska, Piotr Siejka                    | 3:54 |
| 12 | "Wiem gdzie to jest"          | Mirosław Stępień   | Ryszard Kunce   | Natalia Kukulska, Piotr Siejka                    | 5:01 |
| 13 | "Nie powiem Tobie nic więcej" | Piotr Siejka       | Ryszard Kunce   | Natalia Kukulska, Piotr Siejka                    | 3:43 |
| 14 | "Nie obudźmy się"             | Jarosław Kukulski  | Ryszard Kunce   | Natalia Kukulska, Piotr Siejka, Jarosław Kukulski | 4:16 |
| 15 | "Tobie"                       | Jarosław Kukulski  | Ryszard Kunce   | Natalia Kukulska, Michał Dąbrówka                 | 4:26 |
| 16 | "Z głębi serc"                | Jarosław Kukuski   | Jacek Cygan     | Jarosław Kukulski, Adam Sztaba                    | 4:07 |

## Twórcy
Opracowano na podstawie materiału źródłowego.

- Natalia Kukulska – wokal prowadzący, wokal wspierający, produkcja muzyczna
- Leszek Kamiński – realizacja dźwięku, miksowanie
- Andrzej Karp – realizacja dźwięku, miksowanie
- Michał Grymuza – gitara
- Ryszard Sygitowicz – gitara akustyczna, gitara elektryczna
- Wojtek Pilichowski – gitara basowa
- Piotr Siejka – instrumenty klawiszowe, programowanie, wokal wspierający, aranżacje smyczków
- Filip Siejka – instrumenty klawiszowe, programowanie
- Krzysztof Pszona – instrumenty klawiszowe, programowanie, aranżacje
- Michał Dąbrówka – perkusja, instrumenty klawiszowe, programowanie
- Grzegorz Jabłoński – instrumenty klawiszowe, programowanie
- Muzycy Orkiestry Sinfonia Varsovia – instrumenty smyczkowe
- Adam Sztaba – instrumenty klawiszowe, produkcja muzyczna, aranżacje
- Marcin Nowakowski – saksofon
- Filip Jaślar – skrzypce
- Jarosław Kukulski – produkcja muzyczna, aranżacje
- Paweł Betley – aranżacje smyczków
- Agnieszka Hekiert – wokal wspierający
- Agnieszka Trojanowicz – wokal wspierający
- Krzysztof Pietrzak – wokal wspierający

## Sprzedaż
| Lista | Kraj   | Pozycja |
| ----- | ------ | ------- |
| OLiS  | Polska | 1       |